# 阿申豪森
阿申豪森（德語：Aschenhausen，發音：[aʃn̩ˈhaʊzn̩]）是德国图林根州施马尔卡尔登-迈宁根县曾经的一个市镇，面积3.64平方千米，2017年12月31日人口为136人。2019年1月1日，阿申豪森与另外5个市镇并入市镇卡尔滕诺德海姆。